# جوپار
جوپار شهری ییلاقی در بخش ماهان شهرستان کرمان استان کرمان ایران است. 

## جمعیت
جمعیت این شهر طبق آخرین سرشماری سال ۱۳۹۵ برابر با ۳٬۶۰۷ تن بوده‌است.

## وجه تسمیه
این نام از نام جوی پارسالی برگرفته شده‌است در گذشته به دلیل آب وهوای بسیار خوبی که این منطقه داشت محل مناسبی برای پادشاهان کرمان بوده‌است و چون سالی یک بار به این محل می‌آمدند به همین دلیل می‌گفتند برویم به محل جوی پارسالی که با گذشت زمان به جوپار شهرت یافت البته در روایتی دیگر اشاره شده‌است به قنات گوهرریز که چند قسمت شده‌است (شش مقسم) یعنی جوی آب پاره شده‌است که کم‌کم تبدیل به جوپار شده‌است.